# René Oosterhof
René Oosterhof (Zwolle, 1 mei 1990) is een voormalig Nederlands profvoetballer die uitkwam als doelman. 

## Loopbaan
Oosterhof debuteerde in het betaald voetbal voor FC Zwolle op 14 maart 2010, in de derby tegen Go Ahead Eagles. De wedstrijd ging verloren met 1-0. Hij tekende in juni 2010 voor drie jaar bij sc Heerenveen.. Op 31 januari 2012 werd hij tot het einde van het seizoen verhuurd aan AGOVV Apeldoorn. Bij AGOVV kwam hij weinig aan spelen toe en bij zijn debuut kreeg hij al na 10 minuten een rode kaart. In zijn tweede wedstrijd kreeg hij 5 tegendoelpunten. Na het faillissement van AGOVV eind 2012 kwam zijn profloopbaan ten einde. Hij ging nog als amateur spelen voor Be Quick ’28 in Zwolle en het jaar erna voor VV Staphorst. Na diverse kruisbandblessures werd hij in 2020 min of meer gedwongen te stoppen. 

### Carrièrestatistieken
| Seizoen | Club              | Land      | Competitie     | Wed. | Goals |
| ------- | ----------------- | --------- | -------------- | ---- | ----- |
| 2009/10 | FC Zwolle         | Nederland | Eerste divisie | 2    | 0     |
| 2010/11 | sc Heerenveen     | Nederland | Eredivisie     | 0    | 0     |
| 2011/12 | sc Heerenveen     | Nederland | Eredivisie     | 0    | 0     |
| 2011/12 | → AGOVV Apeldoorn | Nederland | Eerste divisie | 4    | 0     |
| 2012/13 | AGOVV Apeldoorn   | Nederland | Eerste divisie | 0    | 0     |
| Totaal  | Totaal            | Totaal    | Totaal         | 6    | 0     |